# 484

## Hlavy států
- Papež – Felix II. (483–492)
- Byzantská říše – Zenon (474–475, 476–491)
- Franská říše – Chlodvík I. (481–511)
- Itálie – Flavius Odoaker (476–493)
- Perská říše – Péróz I. (459–484) » Valgaš (484–488)
- Ostrogóti – Theodorich Veliký (474–526)
- Vizigóti – Eurich (466–484) » Alarich II. (484–507)
- Vandalové – Hunerich (477–484) » Gunthamund (484–496)